# Merizocera crinita
Espèce
Synonymes
- Psiloderces crinitus Fage, 1929

Merizocera crinita est une espèce d'araignées aranéomorphes de la famille des Psilodercidae.

## Distribution
Cette espèce est endémique du Selangor en Malaisie péninsulaire,. Elle se rencontre dans les grottes de Batu et dans le Templer Park.

## Description
La femelle holotype mesure 2,5 mm.

## Publication originale
- Fage, 1929 : Fauna of the Batu Caves, Selangor. X. Arachnida: Pedipalpi (Part) and Araneae. Journal of the Federated Malay States Museums, vol. 14, p. 356-364.